# روك أند رول

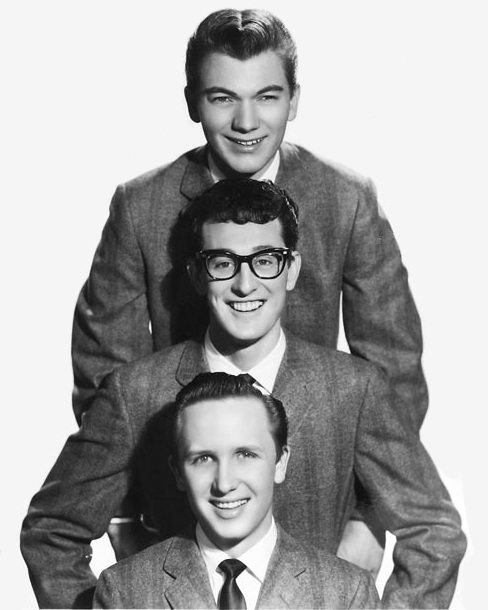
بودي هولي وفرقته ذا کریکتس.

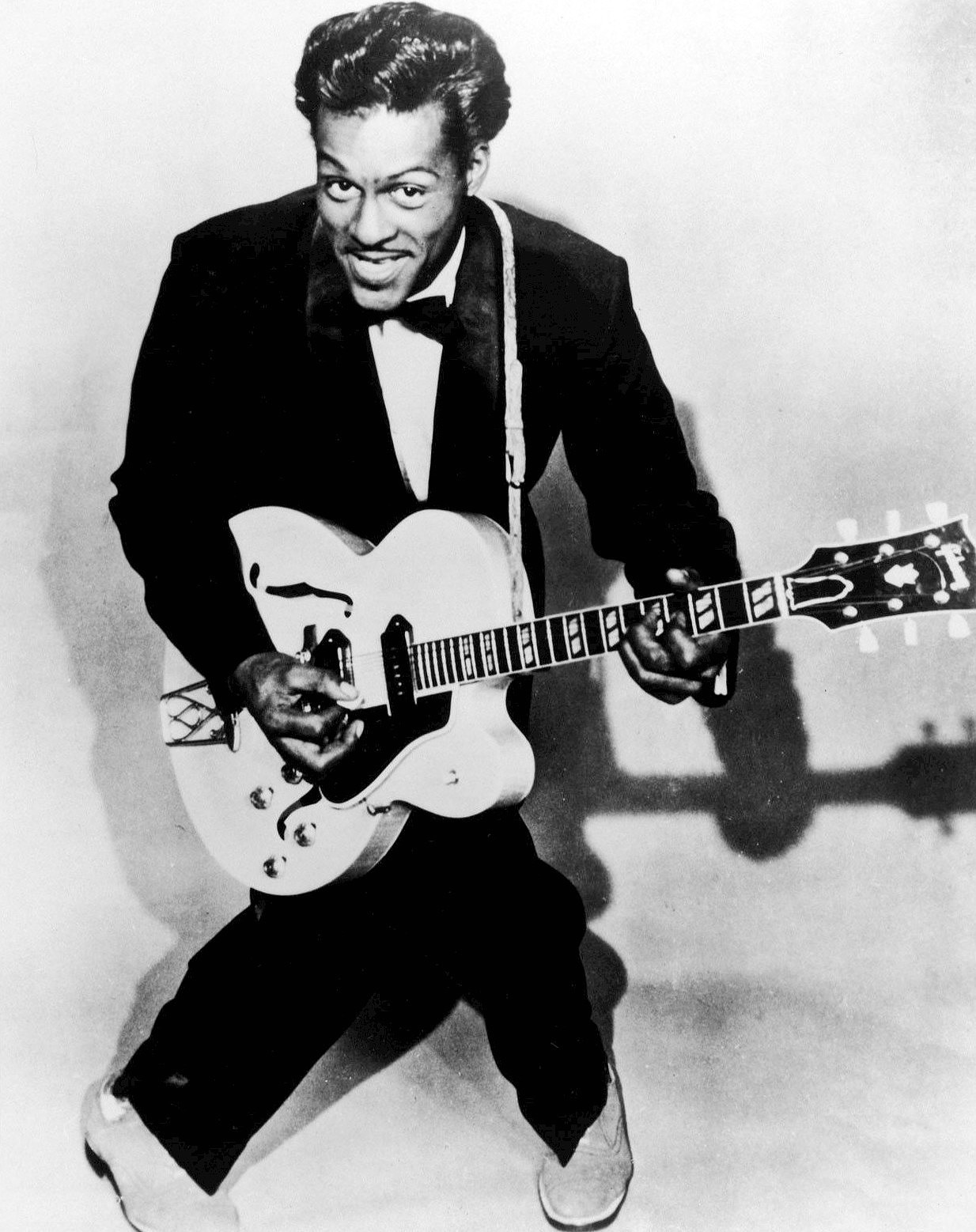
تشاك بيري عام 1957

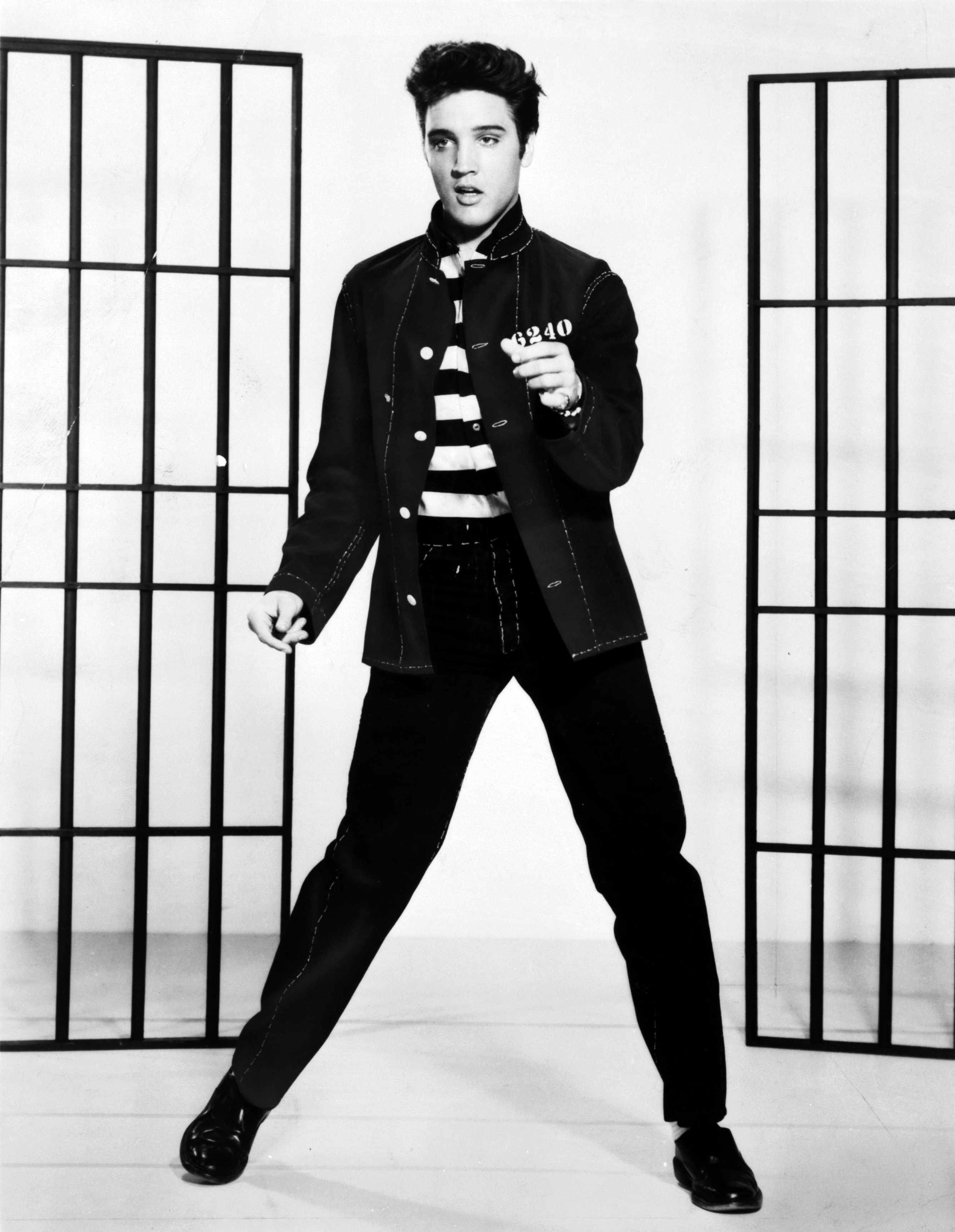
إلفيس بريسلي عام 1957

موسيقى الروك أند رول (بالإنجليزية: Rock and roll أو rock & roll أو rock 'n' roll) (وتعني: الهز والتَّقَلُّب) هي نوع من الموسيقى الشائعة التي نشأت وتطورت في الولايات المتحدة خلال أواخر الأربعينيات وأوائل الخمسينيات من الأنواع الموسيقية مثل الجوسبل والجامب بلوز والجاز والبوغي ووجي، والريذم أند بلوز، وموسيقى الكانتري. بينما يمكن سماع عناصر ما أصبح موسيقى الروك أند رول في تسجيلات البلوز من عشرينيات القرن العشرين، وفي تسجيلات الكانتري في ثلاثينيات القرن العشرين، لم يكتسب النوع اسمه حتى عام 1954.
وفقًا للصحفي جريج كوت، فإن «موسيقى الروك أند رول» هي أسلوب من الموسيقى الشائعة التي نشأت في الولايات المتحدة في الخمسينيات. وتتميز هنا عن «النمط الدولي الأكثر شمولاً والمعروف باسم «موسيقى الروك» الذي تطور في منتصف الستينيات، على الرغم من أن الأخير عُرف كموسيقى روك أند رول أيضًا».
في أقدم أنماط موسيقى الروك أند رول، كانت الأداة الرئيسية عادةً هي البيانو أو الساكسفون، ولكن استبدلت هذه الأدوات أو كُمّلت بالجيتار بشكل عام في منتصف إلى أواخر الخمسينيات. الإيقاع هو في الأساس إيقاع رقص مع نبضات خلفية بارزة، والتي توفر تقريبًا دائمًا بواسطة طبل جانبي. عادةً ما تُعزف موسيقى الروك أند رول الكلاسيكية بجيتار كهربائي واحد أو اثنين، وباس مزدوج، أو بعد منتصف الخمسينيات، باس جيتار كهربائي، وطقم طبول.
أثرت موسيقى الروك أند رول بشكل أبعد من كونها مجرد نمط موسيقي؛ كما يظهر بالأفلام، والمجلات الجماهيرية، وعلى شاشات التلفزيون؛ على أنماط الحياة، والأزياء، والسلوكيات، واللغة. ربما ساهمت موسيقى الروك أند رول في حركة الحقوق المدنية؛ لأن المراهقين الأمريكيين من أصل أفريقي والأمريكيين البيض استمتعوا بالموسيقى.

## أصل المصطلح
عُرّف مصطلح «موسيقى الروك أند رول» من قبل موسوعة بريتانيكا على أنه الموسيقى التي نشأت في منتصف الخمسينيات وتطورت لاحقًا «إلى النمط الدولي الأكثر شمولًا والمعروف باسم موسيقى الروك». يستخدم المصطلح أحيانًا أيضًا كمرادف لـ «موسيقى الروك» ويُعرف على هذا النحو في بعض القواميس.
وصفت عبارة «روكينج أند رولينج» في الأصل حركة سفينة على المحيط، ولكن بحلول أوائل القرن العشرين استخدمت لوصف الحماسة الروحية لطقوس الكنيسة السوداء، وكقياس جنسي. استخدمت العديد من تسجيلات الجوسبل، والبلوز، والسوينج المصطلح قبل استخدامه بشكل متكرر أكثر -ولكن متقطع- في أربعينيات القرن العشرين، على التسجيلات وفي مراجعات ما أصبح يعرف باسم موسيقى «الريذم أند بلوز» التي تستهدف جمهورًا أسود.
في عام 1934، ظهرت أغنية «روك أند رول» لفرقة ذا بازويل سيسترز في فيلم ترانساتلانتك ميري جو أراوند. في عام 1942، بدأت موري بيل أورودينكر، وهي كاتبة عمود في مجلة بيلبورد، استخدام مصطلح «موسيقى الروك أند رول» لوصف التسجيلات البهيجة مثل «روك مي» للأخت روزيتا ثارب. بحلول عام 1943، أنشئت «روك أند رول ان» في جنوب ميرشانتفيل، نيو جيرسي، كصالة موسيقية. في عام 1951، في كليفلأند، أوهايو، بدأ المنسق الموسيقي آلان فريد في عزف هذا النمط الموسيقي أثناء انتشار المصطلح لوصفه.

## موسيقى الروك أند رول المبكرة

### أصولها
ناقش المعلقون ومؤرخو الموسيقى أصول الروك أند رول بشدة. هناك اتفاق عام على أنها نشأت في جنوب الولايات المتحدة -منطقة من شأنها أن تنتج معظم أعمال الروك أند رول الرئيسية المبكرة- من خلال اجتماع التأثيرات المختلفة التي جسدت دمج التقليد الموسيقي الأفريقي مع الآلات الأوروبية. عنت هجرة العديد من العبيد السابقين وأحفادهم إلى المراكز الحضرية الكبرى مثل سانت لويس، وممفيس، ونيويورك، وديترويت، وشيكاغو، وكليفلاند، وبافالو (انظر: الهجرة الكبرى الثانية (الأمريكيون الأفارقة)) عنت أن السكان السود والبيض كانوا يعيشون على مقربة قوية وبأعداد كبيرة أكثر من أي وقت مضى، ونتيجة لذلك سمعوا موسيقى بعضهم البعض، بل وبدؤوا بمحاكاة أزياء بعضهم البعض أيضًا. ساعدت محطات الراديو التي أتاحت أشكال الموسيقى البيضاء والسوداء لكلتا المجموعتين، وتطوير وانتشار قرص الفونوغراف، والأنماط الموسيقية الأمريكية الأفريقية مثل الجاز والسوينج التي تناولها الموسيقيون البيض، هذه العملية من «التصادم الثقافي».
تكمن الجذور المباشرة للروك أند رول في موسيقى الريذم أند بلوز، المسماة آنذاك بـ «موسيقى العرق»، وموسيقى الكانتري في أربعينيات وخمسينيات القرن العشرين. كانت التأثيرات الهامة بشكل خاص الجاز، والبلوز، والجوسبل، والكانتري، والفولك. يختلف المعلقون في وجهات نظرهم حول أي من هذه الأشكال كانت الأكثر أهمية، والدرجة التي كانت بها هذه الموسيقى إعادة صنع لموسيقى الأمريكيين الأفارقة للسوق الأبيض، أو مزيج هجين جديد من الأشكال السوداء والبيضاء.

### روكابيلي
يشير مصطلح «روكابيلي» عادةً (وليس على وجه الحصر) إلى نوع موسيقى الروك أند رول التي شُغّلت وسُجّلت في منتصف الخمسينيات في المقام الأول من قبل المطربين البيض مثل إلفيس بريسلي، وكارل بيركنز، وجوني كاش، وجيري لي لويس، الذين استلهموا بشكل رئيسي من جذور الكانتري لهذه الموسيقى. تأثر ألفيس بريسلي بشكل كبير وأدمج أسلوبه الموسيقي مع بعض أعظم الموسيقيين الأمريكيين من أصل أفريقي مثل بي بي كينغ، وتشاك بيري، وفاتس دومينو. أثار أسلوبه في الموسيقى المدموج بالتأثيرات السوداء جدلاً خلال فترة مضطربة في التاريخ. خرج العديد من مغنيي الروك أند رول المشهورين في ذلك الوقت، مثل فاتس دومينو وليتل ريتشارد، من تقليد الريذم أند بلوز الأسود، ما جعل الموسيقى جذابة للجمهور الأبيض، ولا تصنف عادةً على أنها «روكابيلي».

## التراجع والانحسار
أشار بعض المعلقين إلى انحدار في موسيقى الروك أند رول في أواخر الخمسينيات وأوائل الستينيات. بحلول عام 1959، أعطت وفاة بودي هولي؛ وذا بيج بوبر؛ وريتشي فالنس في حادث تحطم طائرة (فبراير 1959)، ورحيل إلفيس للخدمة في جيش الولايات المتحدة (مارس 1958)، وتقاعد ليتيل ريتشارد ليصبح واعظًا ( أكتوبر 1957)، والفضيحة المحيطة بزواج جيري لي لويس من ابن عمه البالغة من العمر ثلاثة عشر عامًا (مايو 1958)، واعتقال تشاك بيري (ديسمبر 1959)، وكسر فضيحة بايولا التي تضمنت شخصيات رئيسية؛ بما في ذلك آلان فريد؛ في الرشوة والفساد في ترويج الأعمال الفردية أو الأغاني (نوفمبر 1959)، أعطت أحساسًا أن المرحلة الأولى من الروك أند رول قد انتهت.
خلال أواخر الخمسينيات وأوائل الستينيات من القرن الماضي، حلّ تجاريًا محل الأصوات الخام لألفيس بريسلي، وجين فنسنت، وجيري لي لويس، وبودي هولي أسلوب موسيقى الروك أند رول تجاري ومصقول أكثر. شدد التسويق بشكل متكرر على المظهر المادي للفنان بدلاً من الموسيقى، ما ساهم في النجاح الوظيفي لريكي نيلسون، وتومي ساندز، وبوبي في، وثلاثي فيلادلفيا المكون من بوبي ريدل، وفرانكي أفالون، وفابيان، الذين أصبحوا جميعًا «قدوات المراهقين».
أشار بعض المؤرخين في مجال الموسيقى إلى التطورات الهامة والمبتكرة التي بنيت على الروك أند رول في هذه الفترة، بما في ذلك التسجيل متعدد المسالك، الذي طوره لس بول، والمعالجة الإلكترونية للصوت من قبل مبتكرين مثل جو ميك، وتقنية «وول أوف ساوند» لفيل سبيكتور، والفصل العنصري المستمر للقوائم الموسيقية، وصعود موسيقى السيرف، والجاراج روك، وجنون رقص التويست. أصبح السيرف روك على وجه الخصوص، واحدًا من أكثر أشكال الروك الأمريكي شيوعًا في الستينيات.

## التأثير الثقافي
أثرت موسيقى الروك أند رول على أنماط الحياة، والأزياء، والسلوكيات، واللغة. بالإضافة إلى ذلك، ربما ساهمت موسيقى الروك أند رول في حركة الحقوق المدنية لأن المراهقين الأمريكيين من أصل أفريقي والأمريكيين البيض قد استمتعوا بالموسيقى.
تعاملت العديد من أغاني الروك أند رول المبكرة مع قضايا متعلقة بالسيارات، والمدرسة، والمواعدة، والملابس. وصفت كلمات أغاني الروك أند رول الأحداث والنزاعات التي يمكن لمعظم المستمعين أن يتصلوا معها من خلال التجربة الشخصية. بدأت مواضيع مثل الجنس التي كانت تعتبر عمومًا من المحرمات تظهر في كلمات الروك أند رول. حاولت هذه الموسيقى الجديدة كسر الحدود والتعبير عن العواطف التي كان الناس يشعرون بها بالفعل ولكنهم لم يتحدثوا عنها. بدأت يقظة في ثقافة الشباب الأمريكية.